# Флорис де Эно
Флорис (Флорент) де Эно (фр. Floris (Florent) de Hainaut, ок. 1255 — 23 января 1297) — князь Ахейский.

## Биография
Флорис был младшим сыном Жана д’Авена и Аделаиды Голландской. От своего отца получил штатгальтерство в Зеландии.
Покинув Зеландию, Флорис В 1287 году поступил на службу к Неаполитанскому королю Карлу II. Он отличился в войне против Арагона и был назначен Карлом коннетаблем Сицилии.
В 1289 году Флорис женился на Изабелле де Виллардуэн. Желая навести порядок в Ахейском княжестве и внимая просьбам баронов, Карл в день свадьбы Флориса и Изабеллы присвоил им титулы князя и княгини Ахейских.
После свадьбы Изабелла и Флорис перебрались в Андравиду, где бароны княжества присягнули новому правителю, который оказался среди них популярен. В то же время у него возникли проблемы с Гуго де Бриенном, регентом при малолетнем герцоге Афинским Ги II де Ла Роше. Герцог Афинский считался вассалом князя Ахейского, однако Гуго де Бриенн заявил, что он считает своим сюзереном короля Карла II Анжуйского. Хотя король и отверг доводы Гуго, но спор тянулся до 1294 года, когда Ги II де Ла Рош стал совершеннолетним.
В это время ситуация в Греции выглядела для французов безнадёжной: византийцы наступали, а надежды на помощь от правителей Запада не было. В 1290 году Флорис заключил мир с Византией и поддерживал его позднее. Когда в 1293 году греки захватили Каламату, Флорис не стал отбивать её, а отправил протест в Константинополь, и император Андроник II Палеолог приказал вернуть Каламату. В 1296 году греки захватили замок Святого Георгия в Аркадии. Флоренс осадил замок, но умер до окончания осады.

## Семья и дети
У Флориса де Эно и Изабеллы де Виллардуэн была единственная дочь:
- Матильда де Эно (1293—1331)